# Agata e la tempesta
Agata e la tempesta (Nederlands: Agatha en de storm) is een Italiaanse romantische komedie uit 2004 van Silvio Soldini. De hoofdrollen worden vertolkt door Licia Maglietta en Claudio Santamaria. Het verloop van de film kent veel verrassende sprongen en doet denken aan de filmstijl van de Spaanse regisseur Pedro Almodovar.

## Rolverdeling
- Licia Maglietta - Agata
- Claudio Santamaria - Nico
- Giuseppe Battiston - Romeo
- Emilio Solfrizzi - Gustavo
- Giselda Volodi - Maria Libera
- Remo Remotti - Generoso Rambone
- Ann Eleonora Jørgensen - Pernille Margarethe Kierkegaard
- Marina Massironi - Ines Silvestri
- Monica Nappo - Daria
- Carla Astolfi - Geometra Mirabassi